# 벤질 메르캅탄
벤질 메르캅탄(영어: benzyl mercaptan)은 화학식이 C7H8S인 가진 유기 황 화합물이다. 황화 수소 나트륨과 염화 벤질에 의해 생성된다.

## 같이 보기
- 벤젠